# Gabriel Enache
Gabriel Nicolae Enache (Pitești, 18 agosto 1990) è un ex calciatore rumeno, di ruolo difensore.

## Carriera

### Nazionale
Tra il 2014 ed il 2016 ha giocato 5 partite nella nazionale rumena; in precedenza aveva giocato anche in Under-21.

## Palmarès

### Club

#### Competizioni nazionali
- Coppa di Romania: 1

Astra Giurgiu: 2013-2014
- Supercoppa di Romania: 1

Astra Giurgiu: 2014
- [[]]: Coppa di Lega rumena

Steaua Bucarest: 2015-2016